# Pavel Pavlovics Pinyigin
Pavel Pavlovics Pinyigin, oroszul: Павел Павлович Пинигин (Diring, 1953. március 12. –) olimpiai, világ- és Európa-bajnok szovjet válogatott jakut birkózó. Felesége, Marija Pinyigina olimpiai bajnok atléta, futó.

## Pályafutása
A VSZ Kijev versenyzője volt és többnyire szabadfogás 68 kg-ban indult. Két olimpián indult. 1976-ban könnyűsúlyban aranyérmet nyert, 1980-ban váltósúlyban negyedik helyezést ért el. A világbajnokságokon három-, az Európa-bajnokságokon egy aranyérmet szerzett. 1975-ben és 1976-ban szovjet bajnoki címet nyert.
Visszavonulása után a szovjet, majd később az orosz válogatottnál dolgozott edzőként. Különböző pozíciókban dolgozott az Orosz Birkózó-szövetségnél is. 2008-ban  Szaha Köztársaság parlamentjének tagjává választották.

## Visszavonulása után
Visszavonulása után a szovjet, majd az orosz rendőrségnél dolgozott Jakutszkban. Birkózóedzőként is tevékenykedett, a jakutföldi regionális csapatnál. A Gyinamo Jakutszk sportklub elnöke, az Egységes Oroszország politikai párt regionális szervezetének vezetője. A Szaha Köztársaság elnökének tanácsadója volt, 2010 óta pedig a Szaha Köztársaság Állami Bizottságának alelnöke.<

## Sikerei, díjai
- Olimpiai játékok – szabadfogás, 68 kg
  - aranyérmes: 1976, Montréal
- Világbajnokság – szabadfogás, 68 kg
  - aranyérmes (3): 1975, 1977, 1978
- Európa-bajnokság – szabadfogás, 74 kg
  - aranyérmes: 1975
- Szovjet bajnokság – szabadfogás, 68 kg
  - bajnok (2): 1975, 1976